# 白色吻沙蚕
白色吻沙蚕（学名：Glycera alba）为吻沙蚕科吻沙蚕属的动物。分布于日本、中國渤海、黄海和东海，以及印度洋（包括紅海）、大西洋等海域。
其种加词“alba”意为“白色的”。